# Radio Couffo FM
 (mars 2025).
Radio Couffo FM, creée par l’opérateur économique Gabriel Tossou et mise en service en 2004, est une station de radio privée communautaire située dans le département de Couffo arrondissement d'Adjanhonmè. Elle diffuse ses programmes sur la fréquence des 104.7 MHz en bande FM. 

## Diffusion
Les programmes de Radio Couffo FM sont diffusés en bande FM sur la fréquence de 104.7 MHz dans le département du Couffo communue de Klouekanmà arrondissement d'Adjanhonmè.